# Situraja (Situraja)
Situraja is een bestuurslaag in het regentschap Sumedang van de provincie West-Java, Indonesië. Situraja telt 3367 inwoners (volkstelling 2010).